# Дюнне
Дюнне (рос. Дюнное) — селище Славського району, Калінінградської області Росії. Входить до складу Ясновського сільського поселення.
Населення —  4 особи (2015 рік). 

## Населення
| 2002 | 2010 |
| ---- | ---- |
| 27   | ↘4   |